# Capcom
Capcom (株式会社カプコン Kabushiki-gaisha Kapukon?) är ett japanskt datorspelsföretag, grundat 1979 i Osaka som Japan Capsule Computers. Dess nuvarande namn är en förbindelse av Capsule Computers. Internt är företaget organiserat i olika numrerade production studios.

## Historia
Capcom släppte sitt första spel 1984, Vulgus som var ett arkadspel. 1987 släpptes det första Street Fighter-spelet men det blev inte särskilt populärt. Det var istället uppföljaren Street Fighter II som släpptes 1991 som blev omåttligt populärt och numera legendariskt. Street Figher II följdes sedan av fyra olika versioner, den sista blev Super Street Fighter 2: Turbo.
Under 1987, samma år som Street Fighter producerades, utkom Mega Man (Rockman i Japan). Två år senare släpptes också Final Fight. Ett av de mest kända skräckspelen, Resident Evil (Biohazard i Japan), släpptes 1996 till Playstation och fick sedan ett antal uppföljare.

## Spel
Capcom har skapat kända varumärken inom spelbranschen som: 
- Mega Man
- Bionic Commando
- Street Fighter
- Resident Evil
- Breath Of Fire
- Darkstalkers
- Devil May Cry
- Final Fight
- Onimusha
- Viewtiful Joe
- Ace Attorney
- Dead Rising
- Dragon's Dogma